# Madonna col Bambino che porge lo scapolare al beato Simone Stock, Onorio III e le anime purganti
La Madonna col Bambino che porge lo scapolare al beato Simone Stock, Onorio III e le anime purganti è un dipinto olio su tela di Francesco Capella realizzato nel 1761 per la chiesa di Santa Maria Assunta di Calcinate. Il restauro del dipinto realizzato nel 2018, ha permesso una ricostruzione non solo storica, ma anche stilistica dell'artista.

## Storia
Francesco Cappella, veneziano di nascita, aveva lavorato molti anni alla bottega di Giovanni Battista Piazzetta che ne influenzò non poco la sua arte e che lo lasciò emancipare molto tardi, poco si conosce infatti dei suoi primi lavori. Il soprannome Daggiù nacque proprio nella bottega veneziana e divenne tanto importante da considerare che il suo nome fosse Daggiù detto il Cappella. 
 Nel 1747 fu contattato da Giacomo Carrara per la realizzazione di alcuni lavori sul territorio bergamasco, iniziò così una collaborazione con la terra di Bergamo che durò ben trent'anni, sia nella città che nelle chiese della provincia.
La tela ha subito un grande restauro a opera della Fondazione Credito Bergamasco nel 2018 con altri quattro lavori dell'artista che ha ridato alla pittura l'originale aspetto, permettendone anche uno studio della tecnica e della storia maggiormente approfondito avendo a confronto più di una tela.
Furono sei le tele commissionate dai sindaci della chiesa di Calcinate di soggetto carmelitano, probabilmente non realizzate per gli eccessivi costi, ma il contratto è molto specifico e indicava una spesa di due zecchini per la spesa delle pietre d'oltremare, i lapislazzuli infatti venivano dall'oriente e avevano un costo elevato. I fabbricieri della chiesa specificarono anche come doveva presentarsi l'opera. I lapislazzuli non furono però impiegati per l'azzurro del manto della Vergine. Il contratto era stato erroneamente indicato come redatto nel 1750, invece ha l'esatta datazione della realizzazione dell'altare intitolato alla Vergine del Carmelo confermandone la sua allocazione. 
Il quadro ha fatto parte della mostra curata da Simone Facchinetti,  tenutasi nel mese di maggio del 2018 presso il Palazzo del Credito Bergamasco dal titolo Gli eredi di Caravaggio, capolavori di luce in Bergamo.

## Descrizione
La tela è forse una delle migliori dell'artista. Si presenta divisa in due parti, la parte superiore raffigura la Vergine col Bambino tra le braccia, seduta sopra un trono di nuvole che porge lo scapolare. Il Bambino tiene lo scapolare che porge al beato Simone Stock, come tramanda la leggenda ,il beato aveva infatti ricevuto in sogno dalla Vergine lo scapolare.
La Madonna è immersa nella luce azzurra del cielo, mentre un coro di angioletti spunta tra le nuvole dorate. Veste un abito dallo splendido rosso carminio realizzato dal pittore attraverso la stesura di lacca, anche se con il tempo ha perso parte della sua brillantezza e che crea un forte contrasto con l'azzurro intenso del manto, realizzato con le terre blu di Prussia, un poco più economiche dei lapislazzuli ma che l'artista riesce a rendere splendente. Nella parte inferiore i due religiosi, a sinistra della Vergine, papa Onorio III genuflesso dall'aspetto asciutto che presenta alcune affinità con il personaggio dipinto da Francesco Polazzo nella Madonna del Carmelo della chiesa di Urgnano, ai suoi piedi la tiara papale. Il colore giallo oro della stola viene dall'uso del giallo di Napoli, colore che fu adoperato dal Tiepolo nel 1722 e che era uno dei nuovi colori.  Dipinto a lunghe pennellate che rendono la tunica bianca del beato di un tessuto molto pensante, in contrapposizione del marrone rossiccio del mantello appena cardato che presenta ancora i bioccoli di lana.
Tra i due santi, ammassate e infuocate le anime purganti di un rosso leggermente aranciato, che contrasta con l'azzurro del cielo e il bruno della terra.
Il restauro del 2018 ha permesso una visione migliore della tela e una riqualificazione dell'artista che presenta una forte sensibilità di stesura nei colori non uniforme sulla tela ma differente dando al risultato finale un grande effetto scenico.